# المغازی
المَغازی اصطلاحی است به معنی زندگی‌نامه پیامبران مخصوصا محمد که از زمان مطالعه بر روی تاریخ نگاره‌های محمد بن عمر واقدی (مرگ ۲۰۷ یا ۲۰۹ هجری) عمومیت پیدا کرد، ولی در واقع پیش از این به لشکرکشی‌ها و حملات سازمان یافته محمد بن عبد الله در دورهٔ مدنیت اطلاق می‌شده‌است.